# Giuseppe Pellicanò
Giuseppe Pellicanò (Reggio Calabria, 24 marzo 1954) è un allenatore di calcio ed ex calciatore italiano, di ruolo portiere.

## Carriera
Iniziò la sua parabola agonistica nelle giovanili della Fiorentina, nel 1971, rimanendo in viola fino al 1974 senza mai disputare un solo incontro in prima squadra. Nell'annata 1974-1975 venne ceduto in prestito ai concittadini della Rondinella Marzocco, in Serie D, giocando 33 partite. Ritornò alla Fiorentina la stagione successiva, senza disputare nessun incontro. Nel 1976-1977 un nuovo prestito, stavolta al Montecatini, sempre in D, per poi passare all'Empoli dove rimase due anni prima dell'ennesimo rientro a Firenze, ancora una volta senza mai essere utilizzato.

Pellicanò difende la porta del Bari nella stagione 1986-1987

Nella stagione 1981-1982, dopo due annate trascorse in panchina come vice di Giovanni Galli, venne ceduto all'Arezzo con cui ottenne immediatamente la promozione in Serie B. Nella società amaranto disputò 4 campionati segnalandosi per la sua abilità nel neutralizzare i calci di rigore (ne parò 12 su 13 nel torneo 1982-1983) e rendendosi protagonista di un episodio di rara sportività.
Nel campionato 1984-1985, durante l'incontro Cagliari-Arezzo (4-1) non esitò ad abbandonare i pali per soccorrere un avversario che stava rischiando di soffocare dopo aver inavvertitamente ingerito una gomma da masticare, subendo così un gol a porta vuota: per questo gesto generoso, peraltro molto criticato nel dopogara, l'estremo calabrese venne insignito di un premio umanitario dalla Confraternita della Misericordia del Comune di Cortona, un quadro in bronzo raffigurante l'episodio.
Nell'annata 1985-1986 avvenne il debutto in Serie A tra le file del Bari. Dopo un triennio nel capoluogo pugliese, tornò per l'ultima volta tra i viola dove concluse la carriera nel torneo 1989-1990, togliendosi la soddisfazione di debuttare come titolare in maglia viola nel campionato precedente: in tale stagione aveva infatti sostituito il titolare Marco Landucci alla 19ª giornata, infortunatosi durante il primo tempo di Ascoli-Fiorentina; tuttavia alla 29ª giornata era stato Pellicanò a infortunarsi a sua volta durante il primo tempo di Lazio-Fiorentina, ricedendo così il posto a Landucci e concludendo praticamente qui la sua avventura sportiva.
Quello stesso anno, durante l'incontro Fiorentina-Verona, si rese protagonista di un curioso episodio. L'attaccante scaligero Caniggia venne lanciato in contropiede da un suo compagno e, a causa della difesa viola schierata molto alta, si ritrovò solo davanti a Pellicanò: questi allora uscì dalla porta camminando e gridando a Caniggia che era stato fischiato un fuorigioco, e che se avesse tirato sarebbe stato ammonito; l'attaccante argentino cadde nel tranello e decise di non tirare, effettuando un cross che non sortì nessun effetto significativo.
Nel 1993, dopo il fallimento dell'Arezzo a metà campionato e la conseguente ripartenza dai dilettanti, tornò all'attività per due anni, disputando altre 10 partite prima dell'addio definitivo.

## Palmarès

### Giocatore

#### Competizioni nazionali
- Campionato italiano Serie C1: 1

Arezzo: 1981-1982 (girone B)

#### Competizioni internazionali
- Coppa di Lega Italo-Inglese: 1

Fiorentina: 1975